# سيريل وايت
سيريل وايت (بالإنجليزية: Cyril Charles William White)‏ هو موسيقي نيوزلندي، ولد في 1909 في هيستينغز في المملكة المتحدة، وتوفي في 1984.